# 倉田哲郎
倉田 哲郎（くらた てつろう、1974年（昭和49年）6月7日 - ）は、日本の政治家、郵政・総務官僚。元大阪府箕面市長（3期）。
父は元衆議院議員の倉田雅年。

## 来歴
静岡県清水市（現在の静岡市清水区）生まれ。静岡大学教育学部附属静岡小学校、開成中学校・高等学校、東京大学法学部卒業。1997年、東大卒業後の4月に郵政省（現在の総務省）に入省した。入省同期に国定勇人衆議院議員。2003年から大阪府箕面市役所に出向し、2006年に総務省へ戻る。2008年3月、総務省情報通信政策局総合政策課兼コンテンツ振興課（情報通信作品振興課）課長補佐を最後に総務省を退官した。
同年8月、総務官僚時代に3年間の出向を経験した箕面市の市長選挙に無所属で立候補。箕面市議会で辞職勧告決議が可決されていた現職の藤沢純一市長ら2候補を破って初当選した。当時34歳で、全国で最年少の市長であった。2012年、無投票で再選。2016年、共産党推薦の新人を破り3選。
2019年3月、京都造形芸術大学芸術学部建築デザインコース卒業。
2020年6月24日、次期市長選に不出馬を表明。8月26日退任。
市長退任後、アルファ建築設計事務所上席部長。クモノスコーポレーション取締役に就任。
このほか、大阪大学社会技術共創センター 招聘教授、情報経営イノベーション専門職大学超客員教授。

## 市政

### 北大阪急行線の延伸
- 2008年8月の初めての箕面市長選挙で「北大阪急行線の千里中央から箕面への延伸」を公約に掲げ、初登庁においても、「北大阪急行線を箕面まで延伸するため、1期目の間に事業化のめどを付けたい」「約20年前に計画ができてから、具体的に何も進んでいない。かけ声ばかりは嫌なので、国へ強く働きかけていきたい」「（初仕事として）明日さっそく国（国土交通省）に要望に行きたい」[6]と強い意向を表明した。
- その後、2011年に箕面市と阪急電鉄・北大阪急行電鉄との間で延伸推進の確認書を締結するとともに、国（国土交通省）との交渉の末、社会資本整備総合交付金を北大阪急行線の延伸事業に導入することを認めさせた。これを受け、2012年3月には箕面市と大阪府・阪急電鉄・北大阪急行電鉄の四者で「北大阪急行線の延伸に係る事業調査に関する覚書」を締結し、共同での事業調査が開始された[7]。
- 2012年8月の箕面市長選挙では「北大阪急行線の延伸の着工」を公約に掲げ、2013年12月には大阪府知事松井一郎から事業支援の確約をとりつけた[8]。2014年3月31日に、箕面市・大阪府・阪急電鉄・北大阪急行電鉄の四者による「基本合意書」が調印され[9]、開業目標を2020年度とする北大阪急行線の延伸が正式決定した[10]。
- 2015年（平成27年）12月25日、国土交通大臣は延伸区間の第一種鉄道事業の許可と軌道事業の特許を交付し、2017年（平成29年）1月19日には鉄道延伸工事が着工した。開業予定が遅延したため、北大阪急行線の延伸は、倉田哲郎の市長退任後である2024年（令和6年）3月23日に実現した。

### 通学路への防犯カメラ配備
- 2014年8月5日、箕面市内のすべての小中学校の通学路に防犯カメラ（総数750台、1小学校区あたり50台規模）を配備することを表明[11]。「通学路70メートルあたりに1台」「これほどの規模は全国でも異例」と報道された[12]。
- 防犯カメラ設置の補正予算1億5千万円は、同年9月に箕面市議会に提出され、同年10月1日に賛成多数で可決された。
- その後、同2014年10月には大阪府枚方市が防犯カメラ250台の設置を[13]、翌2015年2月には兵庫県伊丹市が防犯カメラ1000台の設置をあいついで表明[14]するなど、全国の自治体での防犯カメラの大規模導入を先導する結果となった。
- 2015年6月8日、箕面警察署は、市設置の防犯カメラにより窃盗容疑の男を逮捕したと発表した。複数台の防犯カメラに、ミニバイクの形状や容疑者の服装、被害品などが鮮明に写り込んでいた[15]。

### 新型コロナウイルス感染症対策
- 2020年4月23日、新型コロナウイルス対策の財源に充てるため、自身と市議会議員の5月から8月までの月額給与を20％削減すると発表した[16]。

## 人物
- 大阪維新の会には不参加を表明しているが、元大阪市長の橋下徹が提唱する大阪都構想に賛成している[17][18]。
- 特技は開成中学校在学中に始めた日本泳法（流派は水府流太田派）。日本水泳連盟主催の全国大会の団体戦で優勝している。
- 父は弁護士で、自民党に在籍し福田康夫改造内閣及び麻生内閣で総務副大臣を務めた元衆議院議員の倉田雅年。
- 大阪大学にて、大阪大学大学院高等司法研究科・客員教授[19]及び大阪大学社会技術共創研究センター・招聘教授[20]を務めている。